# Liste des caméos d'Alfred Hitchcock
 (février 2022).
Si vous disposez d'ouvrages ou d'articles de référence ou si vous connaissez des sites web de qualité traitant du thème abordé ici, merci de compléter l'article en donnant les références utiles à sa vérifiabilité et en les liant à la section « Notes et références ».

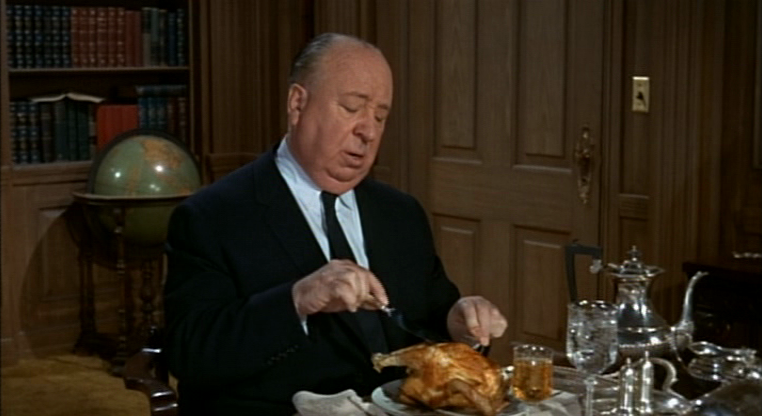
Caméo d'Alfred Hitchcock dans la bande-annonce des Oiseaux.

Alfred Hitchcock avait pour habitude de faire des caméos dans ses propres films. Ceux-ci sont devenus un trait caractéristique du réalisateur.

## Origine
Hitchcock expliqua dans son entretien-fleuve avec François Truffaut l'origine de cette pratique et sa popularité grandissante. Truffaut remarqua ainsi la première apparition du cinéaste dans The Lodger, premier film important d'Hitchcock, et demanda si c'était une superstition, un gag ou un moyen de compenser le manque de figurants : 

« C'était strictement utilitaire, il fallait meubler l'écran. Plus tard c'est devenu une superstition, et ensuite c'est devenu un gag. Mais à présent [1962] c'est un gag assez encombrant, et pour permettre aux gens de regarder le film tranquillement, je prends soin de me montrer ostensiblement dans les cinq premières minutes du film. »

## Films avec caméo
- Les Cheveux d'or (The Lodger), 1926
  - Au début du film, vers 2 min 51 s, assis de dos dans le bureau d'un journal.
  - Durant les dix dernières minutes, lorsque la police arrête le colocataire, le deuxième badaud en partant de la droite, qui porte une casquette.

- Laquelle des trois ? (The Farmer's Wife), 1928

Un spectateur trapu avec chapeau melon et pardessus clairs, aligné devant la meute de chiens, au départ de la chasse à courre. On le voit tête baissée. Cette identification est incertaine.
- Le passé ne meurt pas (Easy Virtue), 1928

Hitchcock passe derrière un court de tennis.
- Chantage (Blackmail), 1929

Assis de face, sur la gauche, dans le métro, un attaché-case sur les genoux et un livre dans les mains, il est perturbé par un enfant qui l'empêche de lire tranquillement.
- Meurtre (Murder!), 1930

À la 60e minute, il passe dans la rue devant la maison du meurtre.
- L'Homme qui en savait trop (The Man who Knew Too Much), 1934 (première version)

À la 34e minute, un passant dans la rue.
- Les 39 Marches (The 39 Steps), 1935

Vers la 7e minute, dans la rue, il croise Robert Donat et Lucie Mannheim qui sortent du théâtre et montent dans le bus.
- Quatre de l'espionnage (The Secret Agent), 1936

Vers 7 min 46 s, en habit clair, à l'arrière-plan, parmi les passagers, il débarque de la Suisse en même temps que le héros Ashenden.
- Agent secret (Sabotage), 1936

Un passant à la silhouette massive avec imperméable et chapeau clairs s'éloignant de dos, sur le trottoir. À hauteur du « Bijou » (la salle de cinéma de Verloc), il s'écarte pour laisser passer Verloc qui vient de sortir de la voiture pour regagner son domicile.
- Jeune et innocent (Young and Innocent), 1937

Photographe de presse avec casquette (sa corpulence contrastant avec l'appareil de photo minuscule qu'il tient dans une main) en attente à la sortie du tribunal.
- Une femme disparaît (The Lady Vanishes), 1938

Avance de profil, chapeau d'une main et une valise (de taille ridicule) dans l'autre, fumant une cigarette et haussant des épaules, à la fin du film, vers 1 h 29 min 23 s, sur un quai de métro à Victoria Station à Londres.
- Rebecca (Rebecca), 1940

Vers la fin du film, il passe derrière George Sanders et le policeman qui l'a interpellé.
- Correspondant 17 (Foreign Correspondent), 1940

Vers 10 min 34 s, il lit le journal dans la rue, lorsqu'il croise Joel McCrea quittant l'hôtel.
- Soupçons (Suspicion), 1941

À la 45e minute, il poste une lettre.
- Joies matrimoniales (Mr. and Mrs. Smith), 1941

Il croise Robert Montgomery dans la rue, en face de son immeuble.
- Cinquième Colonne (Saboteur), 1942

Pour le tournage de sa petite scène il demande à Carol Stevens, sa secrétaire de l'époque, de jouer ce qu'il a mis au point. Norman Lloyd, l'interprète du saboteur, se souvient : « Ils devaient jouer des sourds et muets marchant dans la rue. Hitchcock devait utiliser la langue des signes et Stevens devait le gifler en retour car il lui aurait fait une proposition peu convenable. » La scène est alors tournée mais n'est pas retenue car les dirigeants du studio ne trouvent pas correct de donner une telle image des personnes handicapées. Il se résigne finalement à faire une simple apparition visible à la 55e minute dans une rue de New York lorsque la voiture des comploteurs s'arrête près d'un kiosque à journaux.
- L'Ombre d'un doute (Shadow of a Doubt), 1943

À la 16e minute, dans le train pour Santa Rosa, de dos, il joue aux cartes (sa main contient tous les piques).
- Lifeboat (Lifeboat), 1943

Dans un huis clos où n'apparaissent que neuf personnes, Hitchcock trouve le moyen d'apparaître en photo (silhouettes « avant » et « après »), vers 24 min 05 s, dans la publicité pour un régime amaigrissant Reduco (il en suivait un au moment du tournage) d'un journal trouvé dans le canot de sauvetage et lu par William Bendix. Ce fut de loin le caméo le plus difficile à mettre en place, le film étant un huis-clos, Hitchcock refusant d'être un acteur. Il avait initialement envisagé de jouer un cadavre flottant après le naufrage mais renonça par crainte de noyade.
- La Maison du docteur Edwardes (Spellbound), 1945

Vers la 40e minute, il sort de l'ascenseur bondé de l'Empire Hotel, un étui à violon à la main et un cigare à la bouche.
- Les Enchaînés (Notorious), 1946

À la 65e, invité, à la grande réception organisée chez Alex Sebastian, il boit du champagne (clin d'œil : dans la cave, le MacGuffin est dissimulé dans des bouteilles de Pommard 1934).
- Le Procès Paradine (The Paradine Case), 1947

Il descend du train à Cumberland Station, portant sous le bras droit un étui à violoncelle.
- La Corde (The Rope), 1948
  - Au tout début du film, après le générique : il marche sur le trottoir accompagné d'une dame et tenant dans sa main un journal[4].
  - Une enseigne au néon clignotante, qui apparaît à travers la baie vitrée entre les personnages joués par Douglas Dick et Joan Chandler au moment où les convives prennent congé, vers la 53e minute, reproduit le profil qui sera plus tard rendu célèbre par la série télévisée Alfred Hitchcock présente. Le mot « Reduco », quasiment illisible, figure sous l'enseigne (cf. caméo de Lifeboat).

- Les Amants du Capricorne (Under Capricorn), 1949
  - Au début du film, vers 2 min 40 s, sur la place, on le voit sur le côté de l'écran, en haut-de-forme et habit clairs, de dos mais la tête légèrement tournée ; en face d'un soldat en uniforme rouge.
  - Puis sur les marches de l'escalier du palais du gouverneur, vers 12 min 20 s, posté en arrière-plan : habit noir et haut-de-forme clair. Un attelage passe au premier plan.
- Le Grand Alibi (Stage Fright), 1950

À 39 min 50, il marche nu-tête dans la rue et se retourne vers Jane Wyman qui passe en parlant toute seule.
- L'Inconnu du Nord-Express (Strangers on a Train), 1951

Vers 10 min 06 s, à la gare de Metcalf, il s'apprête à monter dans le train avec un étui à contrebasse, tandis que Farley Granger en descend avec une valise.
- La Loi du silence (I Confess), 1953

À la fin du générique, au début du film, vers 1 min 30 s, sa silhouette traverse le haut d'un grand escalier de rue (en l'occurrence, l'escalier Casse-cou, reliant la rue Sous-le-Fort et la Côte de la Montagne, à Québec).
- Le crime était presque parfait (Dial M for Murder), 1954

À la 13e minute, faute de pouvoir apparaître en mouvement dans une intrigue presque entièrement en huis clos, il fait tout de même une apparition statique, sur la photo de classe collée au mur, que Tony Wendice montre au prétendu capitaine Lesgate, parmi les anciens élèves attablés en compagnie dudit Wendice et de C.A. Swan. Il est attablé de profil à gauche, la tête tournée vers l'objectif.
- Fenêtre sur cour (Rear Window), 1954

Au début du film, vers 25 min 07 s, dans l'appartement du pianiste, il remonte la pendule.
- Mais qui a tué Harry ? (The Trouble with Harry), 1955

Vers la 20e minute, il passe rapidement sur la gauche de l'image, devant la limousine de l'acheteur de tableaux, à l'exposition en plein air de John Forsythe.
- La Main au collet (To Catch a Thief), 1955

Vers 9 min 13 s, Cary Grant, en fuite et monté dans un bus, s'assoit l'air méfiant au milieu de la banquette du fond, entre le réalisateur, passager l'air sévère, regard fixe vers l'avant et placé tout à droite de l'écran, et une cage à oiseaux qu'une vieille dame, assise tout à gauche de l'écran, regarde intriguée.
- L'homme qui en savait trop (The Man Who Knew Too Much), 1956 (seconde version)

À gauche de l'écran, de dos, dans la foule qui regarde des acrobates au marché de Marrakech.
- Le Faux Coupable (The Wrong Man), 1956

Il passe, venant de la gauche, derrière Henry Fonda attablé pour manger, le regard baissé vers lui. Cette scène a été supprimée pour conserver au film un aspect documentaire. Il parle dans le prologue (c'est le seul film où il parle).

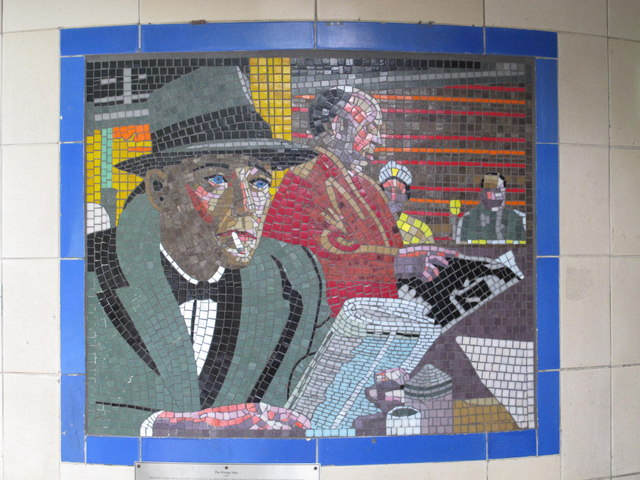
Mosaïque recréant la scène, Station de métro Leytonstone.

- Sueurs froides (Vertigo), 1958

À la 11e minute, il passe devant l'entrée du chantier naval, portant un étui à clairon.
- La Mort aux trousses (North by Northwest), 1959

À la 3e minute, juste après le générique, il court pour rattraper un autobus qui referme ses portes sous son nez.
- Psychose (Psycho), 1960

À la 7e minute et 50 secondes environ, à travers la baie vitrée du bureau où travaille Marion Crane, on le voit de trois-quarts se tenir sur le trottoir, coiffé d'un chapeau de cow-boy.
- Les Oiseaux (The Birds), 1963

Au début du film, il sort de l'oisellerie avec deux Scottish Terriers en laisse (les siens, pour l'anecdote) et croise Mélanie qui y entre.
- Pas de printemps pour Marnie (Marnie), 1964

À la 5e minute, sort de sa chambre d'hôtel, pénètre dans un couloir après que Marnie y est passée.
- Le Rideau déchiré (Torn Curtain), 1966

Vers 7 min 57 s, assis dans le hall de l'Hôtel d'Angleterre, il tient un bébé sur son genou droit, puis le transfère sur son genou gauche. Il essuie alors son pantalon.
- L'Étau (Topaz), 1969

À la 30e minute, il est poussé sur un fauteuil roulant à l'aéroport par une infirmière (qui n'est autre que Peggy Robertson, son assistante de longue date), se lève sans difficulté pour serrer la main d'un homme, et disparaît du champ.
- Frenzy (Frenzy), 1972

À la 3e minute, chapeau melon sur la tête, près du parapet de la Tamise (où flotte un corps), en retrait de la foule qui écoute un discours politique auquel il semble indifférent. Il fait partie des curieux qui essaieront de voir le cadavre repêché.
- Complot de famille (Family Plot), 1976

À la 41e minute de ce qui sera son dernier film, son profil apparaît en ombre chinoise derrière une porte vitrée, ironiquement celle du bureau des « Certificats de naissances et de décès » (département des statistiques démographiques), démontrant ainsi l'humour noir dont le réalisateur savait faire preuve alors qu'il était à cette époque très affaibli par la maladie.

## Films sans caméo
Alfred Hitchcock n'a pas placé de caméo dans les films suivants :
- Le Jardin du plaisir (The Pleasure Garden), 1925
- The Mountain Eagle, 1926
- Le Masque de cuir (The Ring), 1927
- Downhill, 1927
- Champagne, 1928
- The Manxman, 1929
- Junon et le Paon (Juno and the Paycock), 1930
- The Skin Game, 1931
- Mary, 1931
- À l'est de Shanghaï (Rich and Strange), 1932
- Numéro dix-sept (Number Seventeen), 1932
- Le Chant du Danube (Waltzes from Vienna), 1934
- La Taverne de la Jamaïque (Jamaica Inn), 1939

## Autre apparition
Hitchcock a été chargé de composer un roman-photo pour soutenir l'effort de guerre ayant pour titre Have You Heard ? et sous-titre The Story of Wartime Rumors. Il paraît dans Life le 13 juillet 1942. Les photos ont été réalisées par Eliot Elisofon. Le metteur en scène y tient le rôle d'un barman.